# 六合螳螂拳
六合螳螂拳是晚清山東拳術。螳螂拳一支，由魏三開始。魏三傳於林世春。

## 魏德林〈六合螳螂拳〉
清朝同治年间人物。又名魏三，山东莱阳城西魏家沟人。因其先天一只手大中食无名及小指连指，故又称“鸭子巴掌魏三” 又有称为「光板」。少年时学艺于河北沧洲，拜在金叶(乾隆年间人)、龙某二位老师门下學習六合、通臂、劈挂，並到莱阳拜当地得羅漢短打(螳螂手)名师李秉霄(李二鈎)。
及后，魏便闯荡于东三省，与官吏作对，劫富济贫，杀伤无数，曾入山东登州（今蓬莱）大牢，後越狱逃亡至招远， 匿于林家村林佩道庄园。傳林家六合螳螂拳，年余后，魏无疾而终，享93岁，灵柩由林世春弟子护送回莱阳故土安葬。據悉魏德林從不言其師。

## 林世春〈六合螳螂拳〉
(1825-1912年)，山東招遠人，得家傳拳術與魏德林之羅漢短打(螳螂手)。
林是招遠川裡林家人，在當地以務農為業，習有家傳武術「羅漢拳」，他的祖父曾養過一名軍犯，由此軍犯處學得「短捶」。林世春練武的時期，林的父親請魏三為家教，魏三傳「六合螳螂拳」予林世春；林世春一生沒有到過大都市，教拳亦很保守，只教一些本族的至親和好友，能得其真傳者，在招遠有趙同書、黃縣有王吉臣及丁子成等人。洪寶元年，袁世凱招考全國拳師，王吉臣名列前茅，可惜英年早逝。林世春晚年在招遠城其弟子趙同書處同住，最後回川裡林家。後數年病故，享壽88歲。

## 丁子成〈六合螳螂拳〉
(1880-1956），山東黃縣富戶，他家在山東省執典當業，有丁百萬的外號。丁子成自幼愛好武術，從族人學習三通拳。典當業一般在店鋪裏都有招請武術家做為保鏢、護院。丁子成借著招請保鏢、護院的機會，接觸許多武術，後來聘請林到黃縣家中任教，和王吉臣一起學習六合螳螂拳。丁子成在鐵沙掌方面堪稱一絕，外人稱他為「鐵胳臂」。練習時兩肘始終不離開兩脅。1926年，丁子成在黃縣東城的丁家花園成立「黃縣國術研究所」，從學的弟子多為至親好友，或者是官、商的子弟。1928年，他將研究所併於黃縣民眾教育健康部，在當地孔廟兩側擴大招生。丁子成傳六合螳螂於趙乾一、張詳三、趙樹林、于文卿、袁君直…等人。

## 趙同書〈六合螳螂拳〉
(1869-1939)，招遠城北人，早年曾習長拳，28歲時拜在林師門下為徒，嗜武如命，受教十餘年；其師稱趙有三寶：三捶、鐵刺和單刀。趙武功出眾，好打抱不平，常懲惡除奸，後來在招遠城傳授六合螳螂手，並將技藝傳承給孫子趙春合。在招遠川裡林家、招城一帶都叫「六合螳螂拳」為「六合拳」或「六合拳螳螂手」，據趙後人表示原有林世春所傳拳譜，那時也叫「六合拳」，可惜於戰亂期間丟失。「六合螳螂拳」雖是後來才有的名稱，但現在廣為武術界所接受。

## 張詳三〈六合螳螂拳〉
張習易先生字詳三，山東省黃縣人(1900—1982)，享年82歲，係丁子成嫡傳弟子(六合螳螂第六代傳人)。1926年丁子成創辦黃縣國術研究會，張詳三即擔任該會教練。1949年到台灣後與友人發起籌組台灣省國術會，歷任理事、常務理事、代理理事長一職。並各處奔走表演，提倡國術。著有基礎拳、子母連環拳、六合螳螂拳、七星螳螂拳、純陽劍、太極劍、張氏實用太極拳等書。張詳三先生自幼愛好武術，7歲開始，即常隨其兄至拳房玩耍。12歲正式投丁子成門下學習武術，隨丁子成習藝20餘載，並為丁子成代課十餘年之久。後張詳三先生離開黃縣時，丁子成親手交予其親筆書寫之一生心血結晶「螳螂手法秘芨(93手)」，此秘芨張詳三隨身攜至台灣多年。該秘芨在劉雲樵要求下，將其複印數份予劉雲樵門人弟子，後由其八極門弟子徐紀將手法秘笈及雁翎刀又傳給中國山東。另外，依據「七星螳螂拳」書中所述，在黃縣時，曹作厚亦在煙台開設騾店生意，有西霸天之稱，為姜化龍七星螳螂拳傳人(經考察為梅花螳螂拳)，與丁子成鄉誼友好，久慕六合螳螂之妙，彼此交換拳術，因此著趙乾一及張詳三從曹作厚練習七星螳螂，自此之後張詳三所傳後人亦兼習七星螳螂拳，主要拳套包括梅花路、摘要...等。張詳三嫡傳弟子(六合螳螂第七代傳人)有戴士哲、詹德勝、陳威伸、林明文、汪肫仁、陳明德···等人。六合螳螂拳現有六套拳趟留傳於世(拳趟名稱在各地所傳有所差異)，該系統中的傳承者也會教授「羅漢拳」、「雙錦」及「短捶」(現多稱為「六合短捶」)。

## 趙春合〈六合螳螂拳〉
趙春合繼承其祖父趙同書螳螂拳之精髓，也不失為一代武學大家。趙春合傳給張玉坤(六合螳螂第七代傳人)，目前主要流傳於山東招遠。該系統現有十套拳趟留傳於世，包括左右圈、接手圈、撩陰掌、鐵叉手（鐵刺）、插花手、葉底藏花、照面燈、閃手奔、雙封、短捶。